# Villeneuve-le-Comte
Villeneuve-le-Comte (franskt uttal: [vilnœv lə kɔ̃t]
 ( lyssna)) är en kommun i departementet Seine-et-Marne i regionen Île-de-France i norra Frankrike. Kommunen ligger i kantonen Ozoir-la-Ferrière som tillhör arrondissementet Torcy. År 2022 hade Villeneuve-le-Comte 1 869 invånare.

## Befolkningsutveckling
| Befolkningsutvecklingen i Villeneuve-le-Comte 1968–2021 | Befolkningsutvecklingen i Villeneuve-le-Comte 1968–2021 | Befolkningsutvecklingen i Villeneuve-le-Comte 1968–2021 | Befolkningsutvecklingen i Villeneuve-le-Comte 1968–2021 | Befolkningsutvecklingen i Villeneuve-le-Comte 1968–2021 |
| ------------------------------------------------------- | ------------------------------------------------------- | ------------------------------------------------------- | ------------------------------------------------------- | ------------------------------------------------------- |
|                                                         |                                                         |                                                         |                                                         |                                                         |
| År                                                      |                                                         |                                                         | Folkmängd                                               |                                                         |
| 1968                                                    | 1968                                                    |                                                         | 908                                                     |                                                         |
| 1975                                                    | 1975                                                    |                                                         | 1 117                                                   |                                                         |
| 1982                                                    | 1982                                                    |                                                         | 1 173                                                   |                                                         |
| 1990                                                    | 1990                                                    |                                                         | 1 297                                                   |                                                         |
| 1999                                                    | 1999                                                    |                                                         | 1 683                                                   |                                                         |
| 2007                                                    | 2007                                                    |                                                         | 1 760                                                   |                                                         |
| 2015                                                    | 2015                                                    |                                                         | 1 852                                                   |                                                         |
| 2021                                                    | 2021                                                    |                                                         | 1 870                                                   |                                                         |